# Édouard Aynard
Édouard Mathieu Aynard (Lyon, 1 januari 1837 - Parijs, 25 juni 1913) was een Frans politicus en bankier.

## Biografie
Aynard stamde uit een familie die behoorde tot de gegoede burgerij (haute burgeoisie) en studeerde te Oullins en in Engeland. Vanaf 1857 was hij directeur van Maison Aynard et fils, aanvankelijk een fabriek die militaire vaandels maakte, maar later een bank werd. In 1871 opende hij met zijn zakenpartner Alphonse Rüffer een handelshuis in Londen: Maison A. Rüffer & Sons.
Aynard was beheerder van het filiaal van de Banque de France te Lyon van 10 januari 1867 tot 31 december 1890. Vervolgens was hij van 29 januari 1891 een van de regenten van de Banque de France.
Aynard was politiek actief als liberale katholiek. Hij was een overtuigd republikein, maar tegelijkertijd fel bestrijder van het antiklerikalisme en sponsor van rooms-katholieke privéscholen. Aynard was lid van de gemeenteraad van Lyon en werd in 1889 voor 18e kieskring van Lyon (departement Rhône) in de Kamer van Afgevaardigden (Chambre des Députés) gekozen. Hij nam zitting in de fractie van de Républicains Progressistes (Progressieve Republikeinen). In hetzelfde jaar werd hij tevens voorzitter van de Kamer van Koophandel (Chambre de Commerce). In 1903 was hij betrokken bij de oprichting van de Alliance Républicaine Démocratique (Republikeinse Democratische Alliantie) van Pierre Waldeck-Rousseau, maar sloot zich uiteindelijk aan bij de Fédération Républicaine (Republikeinse Federatie), waar de meeste Progressistes zich bij hadden aangesloten.
Hij overleed op 76-jarige leeftijd aan een beroerte. Zijn uitvaart vond plaats in de Église Saint-Charles de Monceau en hij werd bijgezet in het familiegraf te Écully.

## Abbaye Notre-Dame de Fontenay
Aynard kwam door zijn huwelijk met Rose Pauline de Montgolfier (29 april 1864) in het bezit van de Abbaye Notre-Dame de Fontenay (Abdij Onze Lieve Vrouw van Fontenay) die al geruime tijd in het bezit was van de familie De Montgolfier en restaureerde de abdij (1906). Sinds 1981 prijkt de abdij op de Werelderfgoedlijst van UNESCO.
Aynard was bestuurslid van diverse musea in Lyon en omgeving en schonk het Museum voor Schone Kunsten van Lyon elf islamitische kunstwerken.
Een van zijn dochters was getrouwd met Charles Jonnart (1857-1927), gouverneur-generaal van Algerije, minister en ambassadeur bij de Heilige Stoel.
Zijn zoon Francisque Aynard (1869-?) volgde hem als directeur van de bank Maison Aynard et fils op.

## Werken
- L'industrie lyonnaise de la soie au point de vue de l'art et de l'enseignement technique, Lyon, 1883
- Discours, prononcés à la Chambre des Députés pendant la législature de 1889 à 1893, Plon, Nourrit, 1894
- La liberté de l'enseignement devant la Chambre, A. Colin, 1900
- Discours prononcé par Édouard Aynard à la Chambre des députés le 20 mars 1901, Imprimerie des journaux officiels, Paris, 1901
- L'abbé Camille Rambaud de Lyon : sa vie, ses œuvres sociales (préface), Cumin & Masson, 1907

## Verwijzingen
1. ↑  Gearchiveerde kopie. Gearchiveerd op 19 november 2009. Geraadpleegd op 21 september 2009.
2. ↑  De abdij was al eeuwen geleden geseculariseerd

- Bibliothèque nationale de France: cb12379171c (data)
- Gemeinsame Normdatei: 133827046
- International Standard Name Identifier: 0000 0001 2135 7605
- Library of Congress Control Number: no96056656
- Base Léonore: LH//83/50
- RKD-Nederlands Instituut voor Kunstgeschiedenis: 211734
- Système universitaire de documentation: 032840128
- Union List of Artist Names: 500313687
- Virtual International Authority File: 61628258
- WorldCat: E39PBJymBgb3TChyMqHFT8YVmd